# Steven Kleiman
Steven Lawrence Kleiman (Boston, 31 de março de 1942) é um matemático estadunidense, que trabalhou com geometria algébrica.
Foi palestrante convidado do Congresso Internacional de Matemáticos em Nice (1970 - Finiteness theorems for algebraic cycles)

## Obras
- Toward a numerical theory of ampleness, Annals of Mathematics, Volume 84, 1966, 293-344
- Algebraic cycles and Weil conjectures. In: Dix exposés sur la cohomologie des schémas, Masson 1968
- com Allen Altman: Introduction to Grothendieck duality theory, Springer Verlag, Lecture Notes in Mathematics 146, 1970
- The transversality of a general translate, Compositio Mathematica, Volume 28, 1974, 287–297
- Compactifying the Picard scheme, Advances in Mathematics, Volume 35, 1980, p. 50-112
- com Anders Thorup: A geometric theory of the Buchsbaum-Rim multiplicity, Journal of Algebra, Volume 167, 1995, 168-231
- com Steven Gaffney: Specialization of integral dependence for modules, Inventiones Mathematicae, Volume 137, 1999, p. 541–574
- com Dan Laksov: Schubert Calculus, American Mathematical Monthly, Volume 69, Dezembro 1972, p. 1061-1082
- The Picard Scheme, in Leila Schneps (Ed.), Alexandre Grothendieck, a mathematical portrait, International Press 2014
- A note on the Nakai-Moiszeon test for ampleness, American Journal of Mathematics, Volume 87, 1965, p. 221-226

## Ligaçõe externas
- Mathematics Genealogy Project zu Kleiman